# Битва под Короновым
Битва под Короновым — одно из сражений завершающего этапа Великой войны 1409—1411 годов, произошедшее между войсками Королевства Польского и Тевтонского ордена 10 октября 1410 года. Сражение состоялось у деревни Лонско-Вельке, расположенной в 7 км к северо-западу от Короново.
Битва произошла в ходе контрнаступления тевтонских войск, начавшегося после снятой польско-литовскими войсками осады Мариенбурга. 4-тысячной тевтонской армией командовал Михаэль Кюхмайстер, 2-тысячной польской — Сендзивой Остророг и Пётр Недзведзкий. Поляки одержали разгромную победу и взяли Кюхмайстера в плен.

## Предыстория
Великая война между Королевством Польским, Великим княжеством Литовским и Тевтонским орденом началась 6 августа 1409 года.
15 июля 1410 года возле Танненберга и Грюнвальда состоялось одно из самых знаменитых сражений средневековой Европы — Грюнвальдская битва, в которой пало почти всё руководство Тевтонского ордена, включая великого магистра Ульриха фон Юнгингена. Войска короля польского Владислава II Ягелло и великого князя Литовского Витовта направились к Мариенбургу (ныне — польский Мальборк), столице Тевтонского государства. С 26 июля по 19 сентября 1410 года длилась осада Мариенбурга, однако польско-литовские войска действовали излишне медленно и нерешительно, позволив тевтонцам укрепиться и подтянуть на помощь германских, венгерских и чешских союзников. В самом же польско-литовскому лагере началась дизентерия, участилось дезертирство, кончились припасы. В итоге сначала Витовт приказал литовским войскам отступать, а затем Ягайло выл вынужден полностью снять осаду.
Тевтонские рыцари, спасшие свою столицу и своё государство, начали преследование поляков и контрнаступление. За 14 дней после окончания осады Мариенбурга тевтонцы вернули почти все орденские города в Пруссии, ранее перешедшие под власть польской короны. Наступление продолжилось в приграничных польско-орденских землях, за обладание которыми, среди прочего, шла война. Численность войск ордена за сентябрь-октябрь возросла до 10 тыс. человек.
В октябре 1410 года фогт Ноймарка Михаэль Кюхмайстер фон Штернберг, собрав войско, состоявшее из тысячи тевтонцев (рыцарей, их оруженосцев и военных слуг) и трёх тысяч наёмников из Богемии и Силезии, выступил против поляков. Сначала он осадил город Тухоля, а затем выдвинулся на Короново, планируя занять цистерцианский монастырь и создать опорную точку для наступления на Быдгощ.
Однако польский король Владислав Ягелло не планировал просто так отдавать тевтонцам польские земли. По его приказу было сформировано 2-тысячное войско, командование над которым получили двое дворян: Сендзивой Остророг и Пётр Недзведзкий. Они успели занять Короново раньше тевтонских войск, что стало для Кюхмайстера сюрпризом.

## Сражение
Увидев, что поляки заняли Короново раньше, тевтонцы решили отступать, пытаясь выманить часть польского гарнизона. По сведениям Яна Длугоша тевтонцы планировали, отведя конницу, выманить часть польских пехотинцев, защищающих город, и атаковать их, пока не подоспело подкрепление. Однако, когда пехотинцы вышли, а орденские войска перешли в контратаку, они были накрыты шквалом стрел от успевших прийти на помощь конных лучников. Получив ранения и понеся потери, тевтонцы вынуждены были продолжить отступление, однако, почувствовав возможность победить, поляки начали их преследовать. Дойдя до деревни Лонско-Вельке (7 километров от Короново), тевтонцы решили всё же дать полякам бой, заняв удобные позиции на холме и выстроившись в «забор» двумя линиями — в первой стояли рыцари, во второй — их оруженосцы.
Битва происходила в три этапа. Первый этап начался с поединка силезского наёмника Конрада Немпча и польского дворянина Яна Шицкого. Шицкий победил, сбросив соперника с коня. После этого начался бой, длившийся несколько часов. Длугош отмечает, что обе стороны сражались «с равным пылом и равным ожесточением». Потери были примерно равными, никто не смог захватить инициативу, поэтому «как бы по уговору» в битве состоялся перерыв.
Через некоторое время тевтонский и польский отряды сошлись снова. Однако ничего не изменилось — на протяжении нескольких часов ни одна из сторон снова не смогла переломить ход сражения, поэтому бойцы снова условились о перемирии. Произошёл обмен пленными и захваченными в бою конями, а также ранеными. Противники условились не мешать друг другу уносить павших на землю тяжелораненых бойцов, чтобы тех не затоптали. Уровень взаимопонимания и взаимоуважения был столь высоким, что Длугош даже отмечает, что «они могли показаться не враждебными, а самыми дружественными войсками».
Когда начался третий этап боя, ситуация сначала снова была равной. Переломным моментом битвы, согласно хроникам, стал захват Яном Нашоном из Островца, польским шляхтичем герба Топор, тевтонской хоругви, которую тот заполучил, сбив с коня одного из орденских военачальников. Это был серьёзный удар по боевому духу тевтонцев. Кроме того, зачастую снятие знамён было в битвах знаком к отступлению — возможно, что и в Короновском сражении ряд тевтонцев посчитали падение хоругви знаком к началу бегства. Боевой дух поляков, напротив, возрос, они начали наступать с новой энергией, тесня орденские войска. В итоге рыцари и наёмники начали отступать, но польская конница бросилась вдогонку. На этом этапе тевтонцы понесли колоссальные потери: около тысячи человек были убиты и от 300 до 500 бойцов были взяты в плен. Также поляки взяли богатую добычу.
В плен попал командующий тевтонскими войсками Михаэль Кюхмайстер.

## Итоги битвы

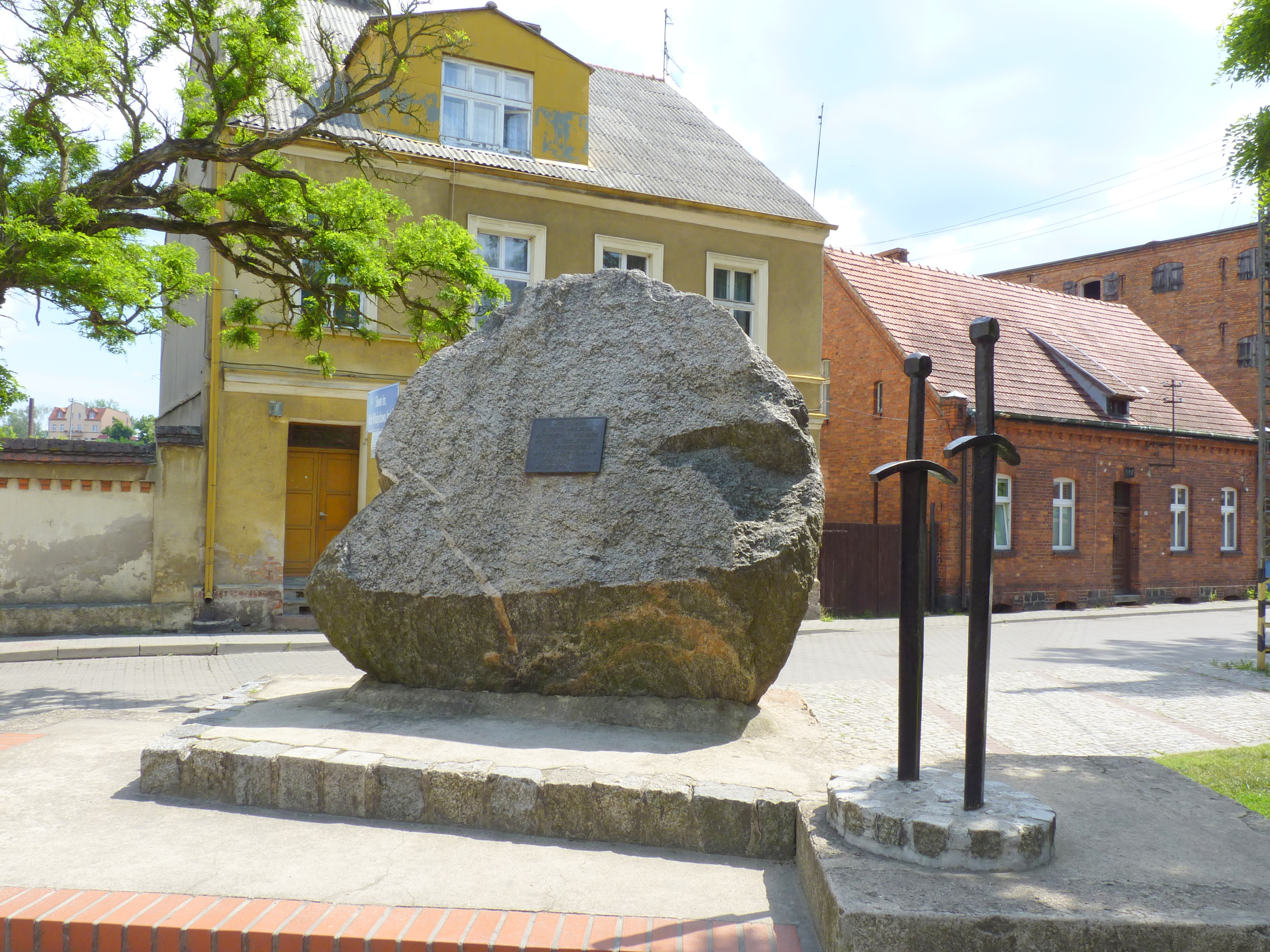
Памятник битве в городе Короново

Неудача тевтонцев под Короновым похоронила надежды ордена на контрнаступление в северной Польше. Михаэль Кюхмайстер был доставлен в Хенцинский замок, где находился до подписания мирного договора между Польшей и Тевтонским орденом. Ян Длугош, комментируя эту битву, заявил, что «по пылу и упорству сражения её следует предпочесть даже грюнвальдским лаврам».
Когда польские войска вернулись в Быдгощ, король Ягайло устроил для них пир, причём, на нём также присутствовали пленные — это было сделано для повышения репутации на международной арене и противодействия формирования в Западной Европе образа «безбожных дикарей» в отношении поляков и литовцев.
Город Тухоля, осаждённый Кюхмайстером, в итоге был занят тевтонцами путём подкупа, но ненадолго — уже в ноябре 1410 года этот город был снова взят поляками. Мечтаниям нового великого магистра ордена Генриха фон Плауэна продолжить наступление в польских землях не суждено было стать реальностью — орденское руководство стало настаивать на мирных переговорах. 1 февраля 1411 года был подписан Первый Торуньский мир, принёсший победу Королевству Польскому и Великому княжеству Литовскому.